# Zara (firma)
Zara je síť značkových obchodů s oděvy, patřící skupině Inditex Group, kterou založil španělský podnikatel Amancio Ortega. První obchod Zara byl otevřen roku 1975. Síť nabízí směs klasických, trendy či volnočasových modelů pro všechny věkové kategorie. Jednotlivé módní kolekce s sebou přinášejí také množství doplňků a kosmetiku. Zakladatel Ortega se i přes svůj pokročilý věk stále podílí na tvorbě nových kolekcí – sám schvaluje nebo zamítá nové modely.
Od 9. března 2016 je v České republice spuštěn také internetový prodej on-line.